# 鈴木翔太 (アナウンサー)
鈴木 翔太（すずき しょうた、1999年 - ）は、東海テレビ放送のアナウンサー。

## 経歴
- 神奈川県藤沢市出身。[1]
- 鎌倉学園高校、 慶應義塾大学法学部政治学科卒業。[3]

- 学生時代にテレビ朝日アスクに通っていた[4]。

- 2022年4月にアナウンサーとして、東海テレビ放送へ入社。入社後は、報道・情報系の番組を主に担当している。[1]

## 人物
- 趣味:野球観戦、夜景観賞、プロテイン[1]、ランニング[5]
- 特技:階段早登り[5]
- 好きな食べ物:オムライス[6]
- 座右の銘:見逃し三振より空振り三振[5]
- 資格:夜景観光士検定3級、プロテインマイスター[5]
- 2018年度湘南海の女王・海の王子コンテストで海の王子に選ばれ、1年間観光親善大使を務めた。[2]

## 出演

### 出演番組
- ちゃーじ（2022年7月2日 -2023年7月 ） - リポーター
- スイッチ! (これありッ!)（2022年7月～2023年7月27日）→MC（2023年7月31日～ ）[7]。
- 「What's名古屋港」
- FNN東海テレニュース

### 吹き替え
- ブラックアダム（2022年12月2日、ワーナー・ブラザース映画） - ヘリコプター男 役[8]